# Nubeoscincus
Nubeoscincus — рід сцинкоподібних ящірок родини сцинкових (Scincidae). Представники цього роду є ендеміками Нової Гвінеї.

## Види
Рід Nubeoscincus нараховує 2 види:
- Nubeoscincus glacialis (Greer, Allison & Cogger, 2005)
- Nubeoscincus stellaris (Greer, Allison & Cogger, 2005)